# 穹齿鱼龙属
穹齿鱼龙属（学名：Tholodus）是鱼龙超目一个原始的已灭绝属，生存于中三叠世（安尼期中晚期至拉丁期晚期）的德国、意大利东北部可能还有中国。该属由克里斯蒂安·埃里希·赫尔曼·冯·迈尔于1851年首次命名，模式种为施氏穹齿鱼龙（Tholodus schmidi）。已发现众多关节脱落的破碎遗骸，主要包括牙齿及颌骨。大部分标本收集于德国拉丁阶壳灰岩统各地，主要来自下壳灰岩统上段的耶拿组，即发现正模标本的地层。达拉维奇亚（2004年）近期描述了另外两件标本，其中包括一个下颌支及一块上颌骨，二者皆带有牙齿且近乎未受压，此外还有一些颅后遗骸，均发现于意大利阿尔卑斯南部的一处晚安尼期露头。肱骨类似亚洲巢湖龙的未成熟个体，表明其可能与格里普鱼龙目近缘。

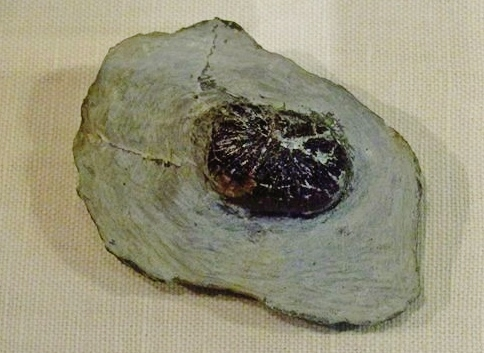
牙齿

江大勇等人（2008年）从中国贵州省安尼期中晚期的关岭组描述并命名了新民龙属。迈施（2010年）提出新民龙可能是穹齿鱼龙的次异名。尽管江大勇等人（2008年）认为穹齿鱼龙可能是疑名，但迈施（2010年）驳斥了该观点，并指出穹齿鱼龙易于鉴别，其特征在于齿骨明显的自衍征，因此即便是颌骨与牙齿碎片仍可鉴别，故本属是一个有效分类单元。此外，作者指出穹齿鱼龙与除新民龙外的所有其它已知海洋爬行动物均差异明显。根据迈施（2010年）的研究，这两个分类群之间的唯一区别是穹齿鱼龙标本平均尺寸是新民龙的两倍。